# Theene
Theene ist seit der Gemeindegebietsreform vom 1. Juli 1972 ein Ortsteil der Gemeinde Südbrookmerland im Landkreis Aurich in Ostfriesland. Der Ortsteil gliedert sich in die Ortschaften  Hinter-Theene, Theene (Dorf) und Ekels, das in Alt-Ekels und Neu-Ekels unterteilt ist. Im Jahr 2021 hatte der Ortsteil 1335 Einwohner. Ortsvorsteherin ist Charlotte Burow.

## Geschichte
Die Besiedelung von Theene begann im Mittelalter, als sich hier möglicherweise von vor früheren Sturmfluten geflüchtete Küstenbewohner niederließen. Gemeinsam mit den Bewohnern von Uthwerdum und Victorbur errichteten sie in Victorbur die St.-Victor-Kirche, dessen Kirchengemeinde der Ort heute noch angegliedert ist. Auch politisch war der Ort lange Zeit Victorbur angegliedert. Mit ihm gehörte das Dorf zur Vogtei Oldeborg im Amt Aurich. In den Jahren der französischen Herrschaft von 1810 bis 1813 wurde die Mairie Victorbur gegründet, zu der Victorbur, Uthwerdum mit Victorburer Marsch, Theene, Neuekels und Moordorf gehörten. Seit 1876 war der Ort politisch selbstständig und ist seit 1885 Teil des Landkreises Aurich.